# Боровухский сельсовет
Боровухский сельсовет (бел. Бараву́хскі сельсавет) — административная единица на территории Полоцкого района Витебской области Беларуси. Административный центр — город Новополоцк.

## История
10 октября 2013 года решением Витебского областного совета депутатов в состав Боровухского сельсовета переданы населённые пункты Адамово, Болдыши, Голяково, Заполье, Крумплево, Куликово, Кушлики, Мётлы, Микулино, Новинье, Подозерцы, Плиговки, Райково, Струбки, Тересполье, Фёдорово и Якубенки ликвидированного Адамовского сельсовета.
22 февраля 2019 года населённый пункт Междуречье включён в черту города Новополоцка.

## Состав
Боровухский сельсовет включает 37 населённых пунктов:
- Адамово — деревня.
- Болдыши — деревня.
- Гамзелево — деревня.
- Гвоздово — деревня.
- Глинище — деревня.
- Голяково — деревня.
- Горовые — деревня.
- Залесье — деревня.
- Залозье — деревня.
- Заполье — деревня.
- Коллективная — деревня.
- Коптево — деревня.
- Крумплево — деревня.
- Куликово — деревня.
- Кушлики — агрогородок.
- Махирово — деревня.
- Мётлы — деревня.
- Микулино — деревня.
- Новинье — деревня.
- Охотница — деревня.
- Перханщина — деревня.
- Плиговки — деревня.
- Подвинье — деревня.
- Подозерцы — деревня.
- Райково — деревня.
- Раштово — деревня.
- Ропно — деревня.
- Солнечный — посёлок.
- Станция Ропнянская — деревня.
- Стаськово — деревня.
- Струбки — деревня.
- Тересполье — деревня.
- Тюльки — деревня.
- Фёдорово — деревня.
- Чернещино — деревня.
- Шалашино — деревня.
- Якубенки — деревня.

Исключённые населённые пункты:
- Боровуха — посёлок
- Междуречье — посёлок